# Agnes McDonald
Agnes McDonald, född Carmont 1829, död 1906, var en nyzeeländsk nybyggare, känd för sina insatser för sjukvård åt maoribefolkningen. 
Agnes McDonald föddes på Castle Douglas, Kirkcudbrightshire i Skottland som dotter till Elizabeth Caven och John Carmont. Hon växte upp hos en släkting, som var läkare, och tillägnade sig en del medicinsk kunskap. 1850 antog hon en anställning som sällskapsdam hos Mary Ann Clifford på Flaxbourne utanför Marlborough på Nya Zeeland. Hon gifte sig 1854 med Hector McDonald, som handlade med maoritillverkade varor och drev en boskapsfarm.
Agnes McDonald blev känd för sina kunskaper i medicin och sjukvård bland den lokala maoribefolkningen. Hennes insatser var stora under scrofula- och influensaepidemierna under 1860-talet. Hon ska ha utvecklat en särskild medicin för scrofula. Under stridigheterna mellan maorierna och kolonisterna på 1860-talet beslöt maorierna att undata det område MacDonald bodd på från stridigheterna. På 1870-talet fick hon officiellt tillstånd från myndigheterna att regelbundet utrusta ett medicinförråd för sin sjukvård för maoribefolkningen på regerings bekostnad.
Mellan 1884 och 1894 drev Agnes McDonald även det lokala postkontoret. Paret McDonald betraktades av andra kolonister som experter på maorisk kultur och fungerade under 1880-talet som medlare mellan kolonister och maoris. 